# Reese Brantmeier
Reese Brantmeier (5 oktober 2004) is een tennisspeelster uit de Verenigde Staten van Amerika.

## Loopbaan
Brantmeier won in 2019 het Onder16-toernooi van de WTA Finals.
In 2021 kreeg zij met Nicholas Monroe een wildcard voor het gemengd-dubbelspeltoernooi van het US Open, waarmee zij haar eerste grandslamtoernooi speelde. In oktober speelde zij haar eerste WTA-partij, op het dubbelspeltoernooi van Indian Wells waarvoor zij, samen met landgenote Katrina Scott, een wildcard had gekregen. In november nam zij ook in het enkelspel aan een WTA-toernooi deel, in Midland.
In 2022 kreeg zij met landgenote Clervie Ngounoue een wildcard voor het vrouwendubbelspeltoernooi van het US Open – zij wonnen hun openingspartij van Rosalie van der Hoek (Nederland) en Alison Van Uytvanck (België).

## Posities op deWTA-ranglijst
Positie per einde seizoen:
| jaar | rang enkelspel | rang dubbelspel |
| ---- | -------------- | --------------- |
| 2019 | 1122           | 1195            |
| 2020 | 1172           | 1252            |
| 2021 | 595            | 701             |

## Resultaten grandslamtoernooien
| Legenda | Legenda                          |
| ------- | -------------------------------- |
| g.t.    | geen toernooi gehouden           |
| l.c.    | lagere categorie                 |
| –       | niet deelgenomen                 |
| G       | uitgeschakeld in de groepsfase   |
| 1R      | uitgeschakeld in de eerste ronde |
| 2R      | uitgeschakeld in de tweede ronde |
| 3R      | uitgeschakeld in de derde ronde  |
| 4R      | uitgeschakeld in de vierde ronde |
| KF      | uitgeschakeld in de kwartfinale  |
| HF      | uitgeschakeld in de halve finale |
| F       | de finale verloren               |
| W       | het toernooi gewonnen            |
| w-v     | winst/verlies-balans             |

### Vrouwendubbelspel
| toernooi        | 2022 |
| --------------- | ---- |
| Australian Open | –    |
| Roland Garros   | –    |
| Wimbledon       | –    |
| US Open         | 2R   |

### Gemengd dubbelspel
| toernooi        | 2021 |
| --------------- | ---- |
| Australian Open | –    |
| Roland Garros   | –    |
| Wimbledon       | –    |
| US Open         | 1R   |